# I liga polska w rugby (1985)
I liga polska w rugby (1985) – dwudziesty dziewiąty sezon najwyższej klasy ligowych rozgrywek klubowych rugby union w Polsce. Tytuł mistrza Polski zdobyła drużyna AZS AWF Warszawa, drugie miejsce zajęła Lechia Gdańsk, a trzecie Budowlani Łódź.

## Uczestnicy rozgrywek
W rozgrywkach I ligi w tym sezonie uczestniczyło osiem drużyn. Było wśród nich siedem najlepszych drużyn poprzedniego sezonu: AZS AWF Warszawa, Budowlani Łódź, Orkan Sochaczew, Lechia Gdańsk, Posnania Poznań, Ogniwo Sopot i Czarni Bytom, oraz jedna drużyna, która awansowała z II ligi – Budowlani Lublin.

## Przebieg rozgrywek
Rozgrywki toczyły się systemem wiosna – jesień, każdy z każdym, mecz i rewanż. W związku z planowanym powiększeniem liczby drużyn w I lidze do dziesięciu od kolejnego sezonu, żadna drużyna nie spadała automatycznie do II ligi, a ostatni zespół I ligi grał baraż z trzecim zespołem II ligi.
Wyniki spotkań:
|                  | AZS AWF Warszawa | Budowlani Łódź | Orkan Sochaczew | Lechia Gdańsk | Posnania Poznań | Ogniwo Sopot | Czarni Bytom | Budowlani Lublin |
| AZS AWF Warszawa | –                | 22:4           | 16:7            | 10:8          | 35:9            | 4:23         | 13:10        | 31:3             |
| Budowlani Łódź   | 22:18            | –              | 24:3            | 6:23          | 18:8            | 16:6         | 22:3         | 23:10            |
| Orkan Sochaczew  | 0:9              | 13:28          | –               | 4:6           | 19:4            | 7:19         | 23:16        | 31:21            |
| Lechia Gdańsk    | 7:7              | 17:0           | 20:13           | –             | 21:3            | 17:19        | 25:9         | 20:3 (wo)        |
| Posnania Poznań  | 12:46            | 3:23           | 8:12            | 3:28          | –               | 7:20         | 6:4          | 15:9             |
| Ogniwo Sopot     | 6:18             | 11:3           | 7:9             | 6:6           | 22:13           | –            | 19:13        | 23:3             |
| Czarni Bytom     | 13:36            | 13:27          | 14:0            | 3:7           | 6:11            | 9:15         | –            | 3:8              |
| Budowlani Lublin | 24:24            | 9:14           | 14:22           | 10:0          | 9:0             | 16:14        | 21:13        | –                |

Tabela końcowa (na żółto wiersz z zespołem, który grał baraż o utrzymanie się w I lidze):
| Pozycja | Drużyna          | Punkty razem | Bilans punktów |
| ------- | ---------------- | ------------ | -------------- |
| 1       | AZS AWF Warszawa | 36           | 289:148        |
| 2       | Lechia Gdańsk    | 34           | 205:96         |
| 3       | Budowlani Łódź   | 34           | 231:150        |
| 4       | Ogniwo Sopot     | 33           | 210:141        |
| 5       | Orkan Sochaczew  | 26           | 163:206        |
| 6       | Budowlani Lublin | 24           | 160:233        |
| 7       | Posnania Poznań  | 20           | 102:272        |
| 8       | Czarni Bytom     | 16           | 129:234        |

## II liga
Równolegle z rozgrywkami I ligi odbywała się rywalizacja w II lidze. Zagrało tam pięć drużyn. Rozgrywki toczyły się w systemie wiosna – jesień, każdy z każdym, mecz i rewanż. Do I ligi miały awansować dwie najlepsze drużyny, a trzecia miała rozegrać baraż z ostatnią drużyną z I ligi.
Końcowa klasyfikacja II ligi (na zielono wiersze z drużynami, które zdobyły awans do I ligi, a na żółto z drużyną, która uzyskała prawo do gry w barażu):
| Pozycja | Drużyna           |
| ------- | ----------------- |
| 1       | Skra Warszawa     |
| 2       | Bobrek Karb Bytom |
| 3       | Budowlani Olsztyn |
| 4       | Juvenia Kraków    |
| 5       | WFS Siedlce       |

## Baraż o I ligę
W barażu rozegranym pomiędzy ostatnim zespołem I ligi i trzecim zespołem II ligi, prawo gry w kolejnym sezonie w I lidze obronili Czarni Bytom, którzy pokonali Budowlanych Olsztyn 24:12.

## Inne rozgrywki
W finale Pucharu Polski Lechia Gdańsk pokonała Posnanię Poznań 17:0. W mistrzostwach Polski juniorów zwycięstwo odniosło Ogniwo Sopot, a wśród kadetów WFS Siedlce. 

## Nagrody
Najlepszym zawodnikiem został wybrany przez Polski Związek Rugby Krzysztof Krac, a trenerem Zdzisław Szczybelski.